# Walzenmühle Flensburg

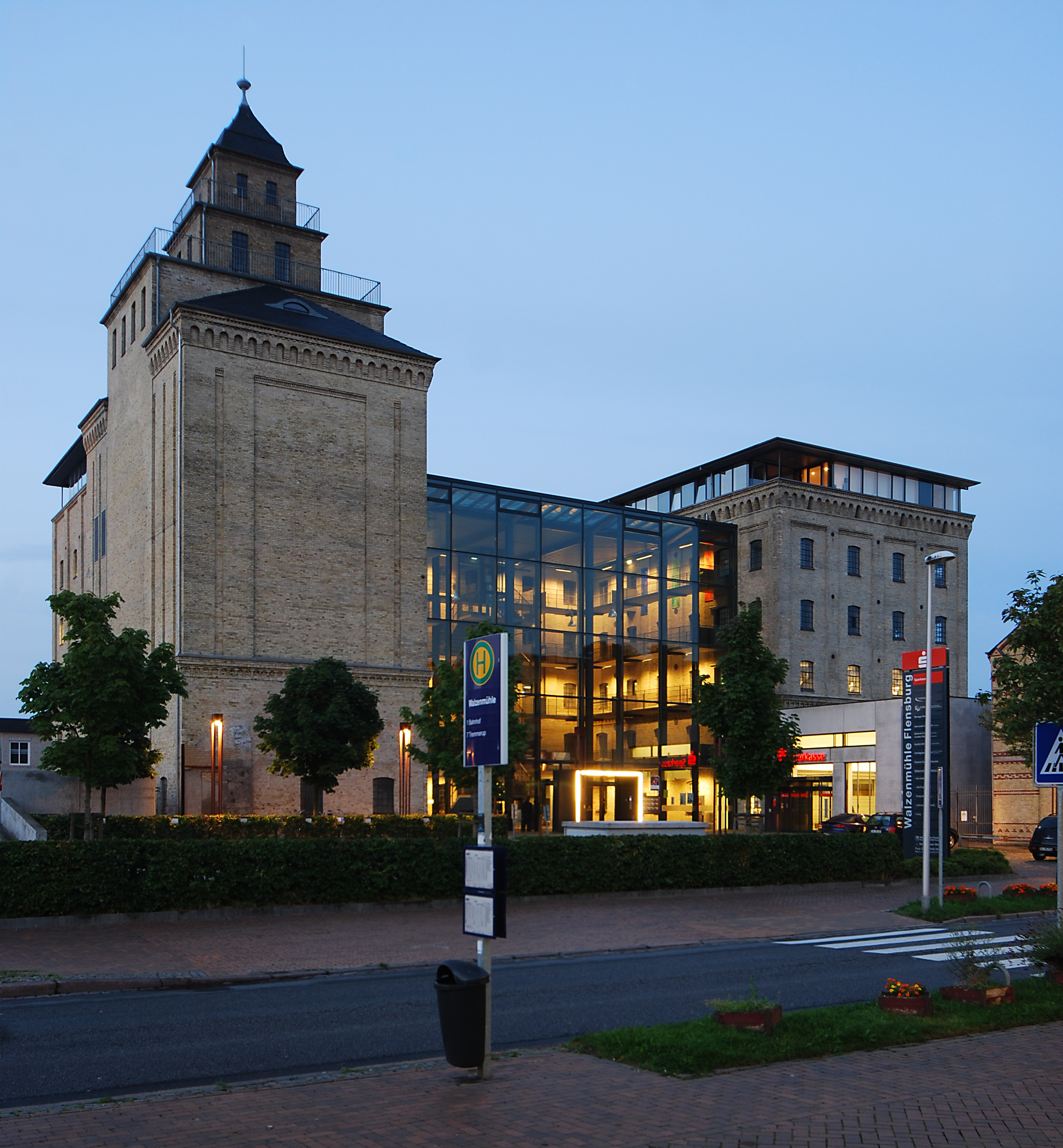
Die Walzenmühle in der Abenddämmerung (2014)

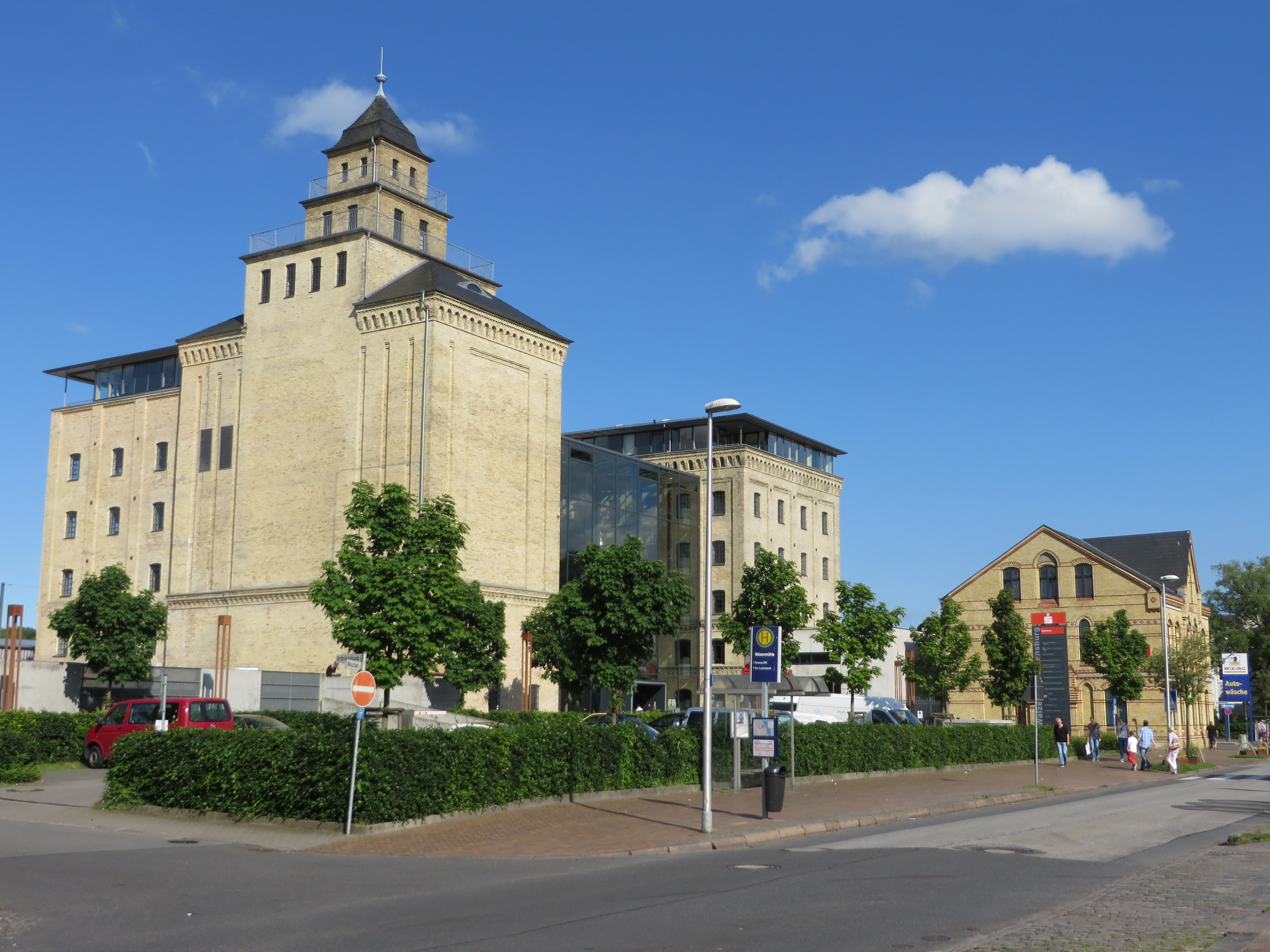
Die Walzenmühle Flensburg mit dem hohen Siloturm (2014)

Die Walzenmühle Flensburg (dänisch: Valsemølle) ist ein Wahrzeichen und Kulturdenkmal im Flensburger Stadtteil Neustadt. Der Gebäudekomplex einer ehemaligen industriellen Kornmühle entstand ab 1889.
Den Bau bedeutete seinerzeit das wirtschaftliche Aus zahlreicher Windmühlenbetreiber aus der Gegend. 2005 ließ die Stadt das Gebäude zum Dienstleistungszentrum umbauen. Es befinden sich dort verschiedene Büros, darunter das Callcenter der Webhelp Deutschland GmbH (ehemals Perry & Knorr Flensburg GmbH), sowie eine Filiale der Nord-Ostsee Sparkasse und ein Weinhändler (Roberto Gavin Weinkontor), der zuvor am Ballastkai am Flensburger Hafen seinen Standort hatte, dort wo sich das Gebäude Klarschiff befindet. Die Walzenmühle wird als ein Wahrzeichen der Neustadt betrachtet.

## Geschichte

### Vorgeschichte
Vor der Errichtung der Walzenmühle war Flensburg eine Mühlenstadt. Im Laufe der Jahrhunderte entstanden 30 Windmühlen und 24 Wassermühlen, von denen einer Sage nach die Blackmöhle als älteste Mühle vermutet wird (vgl. Eddeboe). Gemahlen wurden unterschiedlichste Naturalien, dies mittels Wind und Wasserkraft. So befand sich beispielsweise am Rande der Hafenspitze, am Mühlenstrom, seit Jahrhunderten die große Königliche Wassermühle, welche Korn mahlte. Auch Sägemühlen befanden sich offenbar unter den Flensburger Mühlen. Sogar eine Pulvermühle existierte. Mit dem Aufkommen von Industriemühlen, welche wetterunabhängig mit Dampf betrieben wurden, begann der Niedergang der Windmühlen. In Flensburg verschwanden die alten, nunmehr unflexiblen und unwirtschaftlichen Mühlen. Ein Anteil am Verschwinden soll die Flensburger Walzenmühle gehabt haben. Die königliche Wassermühle, nach dem Eigentümer Nikolaus Ringe (* 1823; † 1898) auch Ringe'sche Wassermühle genannt, gehörte seit 1905 der Stadt. Im Jahr 1919 wurde die Mühle durch einen Brand zerstört und ihre letzten Gebäudereste 1928 abgerissen. Von den zahlreichen konventionellen Mühlen überdauerten in Flensburg nur die Bergmühle und die in ihrem Bestand stark gefährdete Johannismühle. Von weiteren Mühlen zeugen unter anderem noch verschiedene Straßennamen.

### Errichtung und Betrieb der Walzenmühle

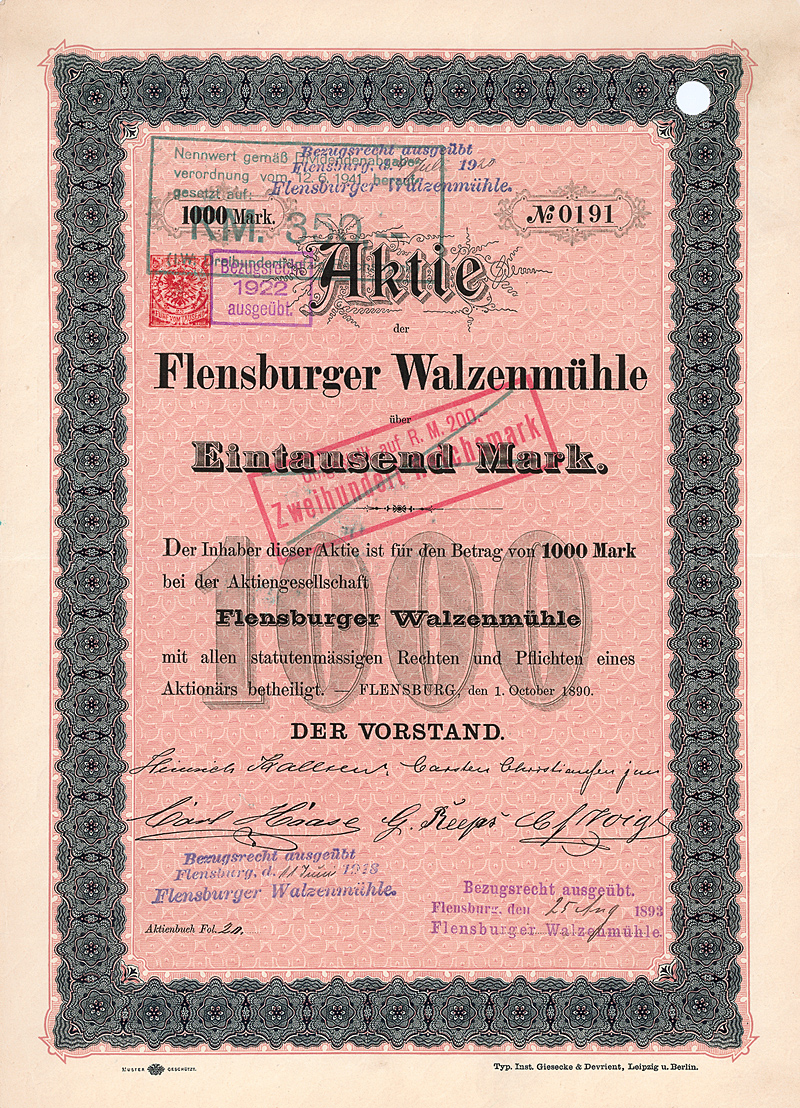
Aktie über 1000 Mark der Flensburger Walzenmühle vom 1. Oktober 1890

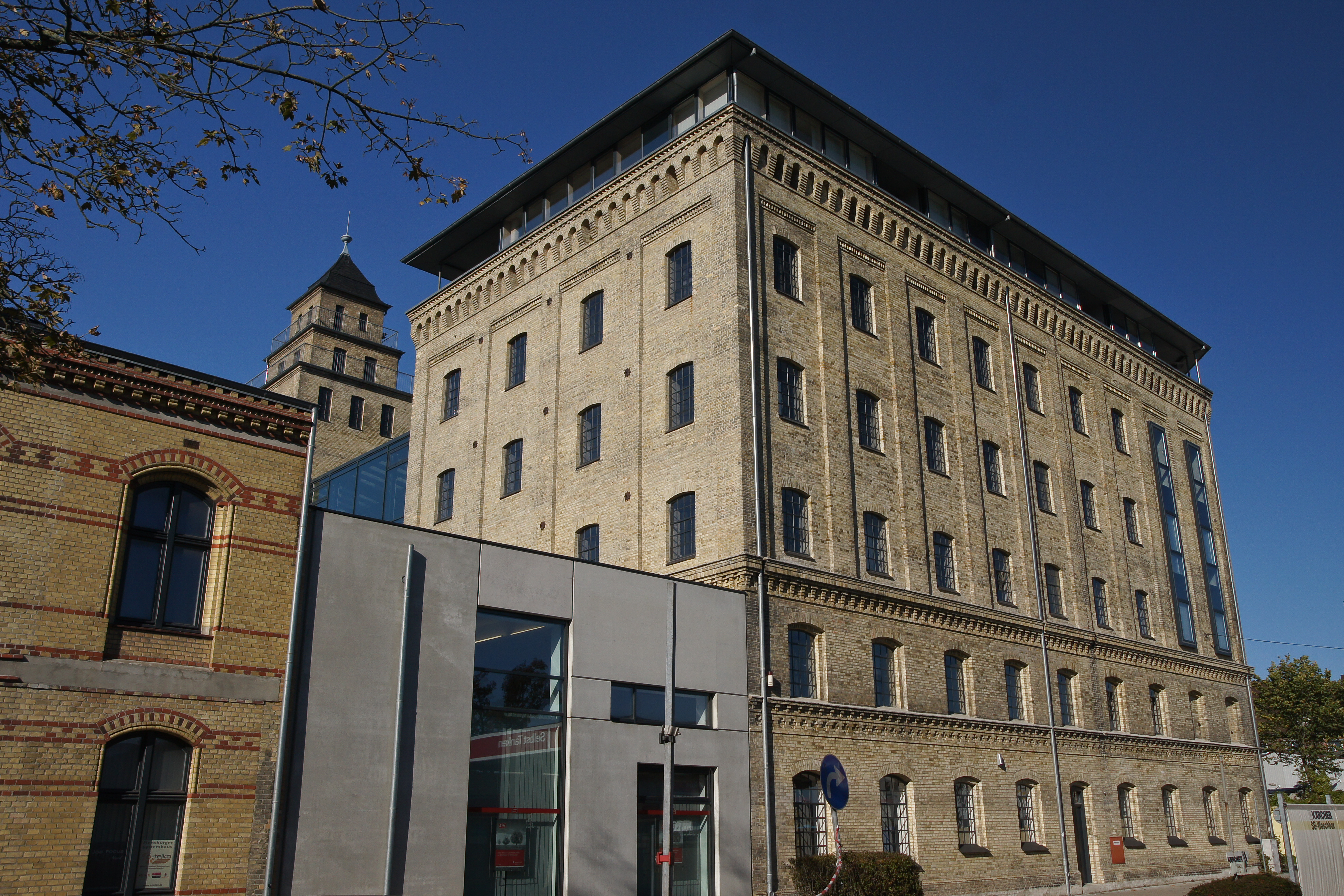
Die Walzenmühle vom südlich gelegenen Schwedengang aus; rechts vollständig im Bild, das Silo- und Mühlengebäude (2011)

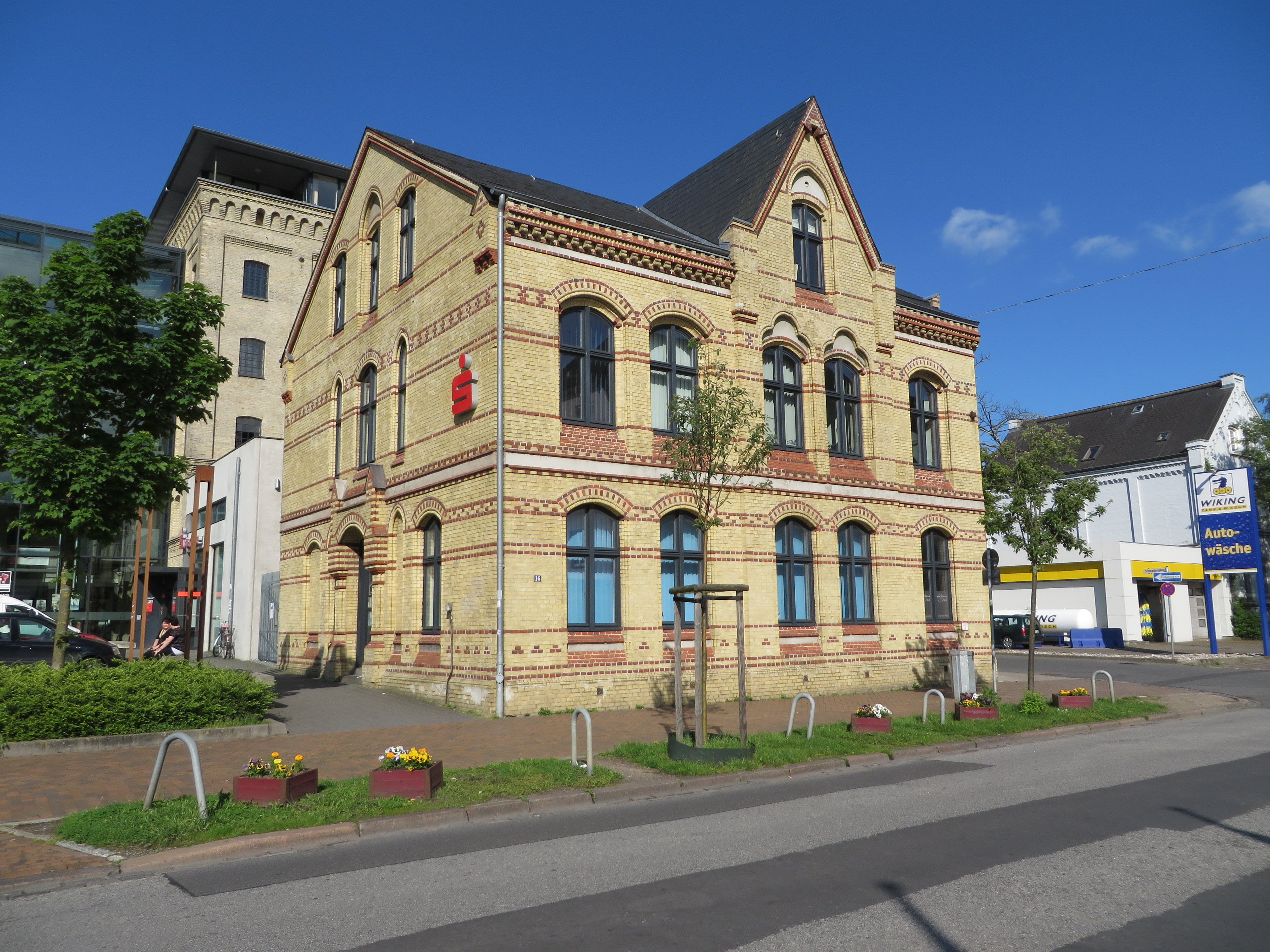
Direktorenvilla der Walzenmühle (2014)

1889 gründeten Investoren die Flensburger Walzenmühle AG mit einem Grundkapital von 300.000 Mark. 1890 erfolgte die Errichtung und Inbetriebnahme der geplanten Walzenmühle, die damals aus der Direktorenvilla, dem Kesselhaus sowie dem Mühlen- und Silogebäude bestand. Für diesen ersten Bauabschnitt im neugotischen Stil der Hannoverschen Schule zeichnete der Flensburger Architekten Alexander Wilhelm Prale verantwortlich. 1891 erfolgte die erste Dividendenzahlung an die Aktionäre. 1895 entstand der Bodenspeicher zur Werftstraße hin und 1904 ein Zwischenbau zwischen der Direktorenvilla und dem Kesselhaus. 1911 wurde die Mühle von Dampfkraft auf Elektrizitätsantrieb umgestellt. Erst 1916/1917 folgte der Bau des prägnanten Siloturms; gleichzeitig entstanden eine Absackerei und das Trockenofengebäude. 1920 verloren die Betreiber nach der Volksabstimmung Lieferanten und Absatzmärkte in Nordschleswig. 1939/1940 wurde der neue Silo gebaut, 1948 in das alte Kesselhaus die Pförtnerloge eingebaut und 1948/1949 Mehl für das blockierte Berlin geliefert. 1950 wurden Teile der Gebäude umgebaut und erweitert. Zudem wurde die Schmiede gebaut.
Bis 1972 wurde in der Industriemühle Korn gemahlen. Da die Mühle nur noch Verluste verursachte, musste die Produktion eingestellt werden. Anschließend diente das Gebäude bis 1997 als Lager einer Gesellschaft der Rotermunds (vgl. Beate Uhse AG und Orion). Da das Mühlenwerk im Gegensatz zu vielen vergleichbaren Anlagen noch vollständig erhalten war, beantragte die Untere Denkmalschutzbehörde der Stadt Flensburg 1989 beim Landesamt für Denkmalpflege Schleswig-Holstein in Kiel die Unterschutzstellung als Kulturdenkmal. In der Folge wurde die Walzenmühle unter Schutz gestellt und im Jahr der Einstellung des Betriebs das Ensemble ins Denkmalbuch eingetragen. 1999 erfolgte der Sofortvollzug des Denkmalschutzes. Sodann wurde die Walzenmühle im Jahr 2000 von der Stadt erworben und 2004 für die Umnutzung an die ArGe Walzenmühle (vgl. Arbeitsgemeinschaft) verkauft.

### Umnutzung
2005 begann der eigentliche Umnutzungsprozess. Dazu wurden große Teile des Baus abgerissen und neue hinzugefügt, womit der Ausdruck wesentlich verändert wurde. Durch den Abrissprozess im Jahr 2005 gingen das Kesselhaus, die Absackerei, das Trockenofengebäude, das neue Silogebäude und die Schmiede verloren. Dabei konzentrierte man sich nicht darauf, den ursprünglichen Bauzustand von 1890 oder den späteren von 1917 wiederherzustellen oder die wichtigsten industriellen Gebäude zu erhalten, was zur Erhaltung des Kesselhauses von 1890 hätte führen müssen und auch den Siloturm in Frage gestellt hätte, da dieser mit weiteren Teilen im Jahr 1917 entstanden war. Stattdessen brachte man die Walzenmühle in eine gut erkennbare Hufeisen- beziehungsweise U-Form, eine Gestalt, die sie zuvor nie besessen hatte. Nach diesen Abrissmaßnahmen wurde ein Glasatrium in den vorderen Bereich des Gebäudekomplexes integriert, womit die U-Form des Gebäudes in eine vollständige Quadratform gebracht wurde. Die verschiedenen Gebäudebenen wurden zu Lofts umgebaut. In den Dachbereichen entstanden Penthouses. Einige der höhere Bereichen des Gebäudes bieten einen Ausblick auf den Flensburger Hafen. Ein niedriger, nicht sonderlich auffälliger Anbau verbindet die Villa an der Straße mit dem Restkomplex. Zum Anfang des Projektes der Umgestaltung, veranschlagte man 12. Mio. Euro für den Umbau. Bund, Land und Stadt zahlten letztlich 4,9 Millionen Euro Förderungsgelder aus, da man sich positive wirtschaftliche Effekte erhoffte.

## Gegenwart
Nach Fertigstellung wurden die Büroräume an verschiedene Unternehmen vermietet.
In der Vorweihnachtszeit findet in der Walzenmühle seit 2006 jährlich ein eintägiger Adventsmarkt statt, organisiert von den Service-Clubs Lions und Rotary.
Seit dem Juli 2007 werden vom Standesamt Flensburg Trauungen in Räumen der Walzenmühle durchgeführt.
Die Walzenmühle ist eines der größten Industriedenkmäler und ein Wahrzeichen der Stadt. Größtes Industriedenkmal der Stadt Flensburg ist jedoch das Industriedenkmal der Werft, welches aus Betriebsteilen der Flensburger Schiffbau-Gesellschaft und der Flensburger Fahrzeugbaus besteht. Eine kleine Industriemühle befindet sich im Übrigen im nahgelegenen Dorfkern von Harrislee. Die besagteOle Möhl dient als eine Kultureinrichtung der örtlichen SPD. Außerdem befindet sich im Johannisviertel noch eine ehemalige Ölmühle, die ebenfalls saniert wurde.
In der Zukunft ist geplant, die umliegenden Supermärkte, welche das Bebauungsumfeld der Walzenmühle prägen, abzureißen. Das Gebiet soll wesentlich stärker Wohnzwecken dienen und entsprechend gestaltet werden.